# Mildred Harris
Mildred Harris (ur. 29 listopada 1901 w Cheyenne, zm. 20 lipca 1944 w Los Angeles) – amerykańska aktorka filmowa.

## Filmografia (wybór)
- 1913: A True Believer
- 1915: The Indian Trapper's Vindication
- 1917: Time Locks and Diamonds jako Lolita Mendoza
- 1922: Pierwsza kobieta jako dziewczyna
- 1931: Nocna pielęgniarka jako matka dzieci
- 1942: Zdradzieckie skały jako tańcząca dama
- 1944: Witajcie bohatera-zdobywcę jako żona pułkownika Martine

## Wyróżnienia
Ma swoją gwiazdę w Hollywoodzkiej Alei Gwiazd.